# Rickenbach ZH
| ZH ist das Kürzel für den Kanton Zürich in der Schweiz. Es wird verwendet, um Verwechslungen mit anderen Einträgen des Namens Rickenbach zu vermeiden. |

Rickenbach ist eine politische Gemeinde im Bezirk Winterthur des Kantons Zürich in der Schweiz.
Die Gemeinde setzt sich zusammen aus den Dörfern Rickenbach, Sulz, Grüt und einigen Weilern.

## Wappen
Blasonierung:
In Rot ein silberner Querbach, begleitet oben von einem liegenden silbernen Rebmesser mit goldenem Griff, unten von einer grünbeblätterten blauen Traube

## Geographie
Rickenbach liegt ungefähr 10 km von der Stadt Winterthur entfernt.
Von der Gemeindefläche dienen 58,8 % der Landwirtschaft, 23,3 % sind mit Wald bedeckt, 11,2 % sind Siedlungs- und 5,5 % Verkehrsfläche, 0,7 % sind Gewässer und 0,5 % unproduktive Fläche (Stand 2018).

Rickenbach ZH, historisches Luftbild von 1923, aufgenommen aus 400 Metern Höhe von Walter Mittelholzer

## Geschichte
Rickenbach wurde erstmals 820 urkundlich erwähnt.

## Bevölkerung
Von den 2770 (Stand 31. Dezember 2022) Einwohnern sind 11,6 % Ausländer.
| Jahr | Einwohner |
| ---- | --------- |
| 1634 | 227       |
| 1850 | 385       |
| 1900 | 376       |
| 1950 | 708       |
| 2000 | 2061      |
| 2005 | 2480      |
| 2010 | 2500      |
| 2015 | 2591      |
| 2020 | 2799      |
| 2022 | 2770      |

## Religionen – Konfessionen
41,2 % der Einwohner sind reformierter Konfession, 19,8 % katholisch, und 39,0 % sind Anhänger anderer Glaubensrichtungen oder konfessionslos.
In Rickenbach gibt es zwei Kirchen:
- Die reformierte Kirche befindet sich in Rickenbach selbst und geht auf einen mittelalterlichen Vorgängerbau zurück. Im Jahr 1695 wurde das heutige Kirchenschiff gebaut. Es besass bis zum Jahr 1966 einen Dachreiter, der in jenem Jahr durch den heutigen, modernen Kirchturm ersetzt wurde.[10] Die Kirche besitzt fünf Glasfenster des Künstlers Jacques Schedler, der auch die Glasfenster der katholischen Kirche gestaltete.
- Die katholische Kirche St. Josef steht im Ortsteil Sulz und wurde im Jahr 1958 errichtet. Bis zum Bau der katholischen Kirchen St. Stefan (Wiesendangen) und St. Martin (Seuzach) war die Kirche in Sulz die Pfarrkirche für alle Ortschaften nordöstlich von Winterthur. Als Besonderheit besitzt die Kirche St. Josef 14 Glasfenster des Künstlers Jacques Schedler, welche einen Zyklus zum Kreuzweg am Karfreitag und zur Auferstehung Christi an Ostern bilden. Ergänzt werden diese Glasfenster durch fünf weitere Glasfenster zum Thema Eucharistie und Heiliger Geist.[11]

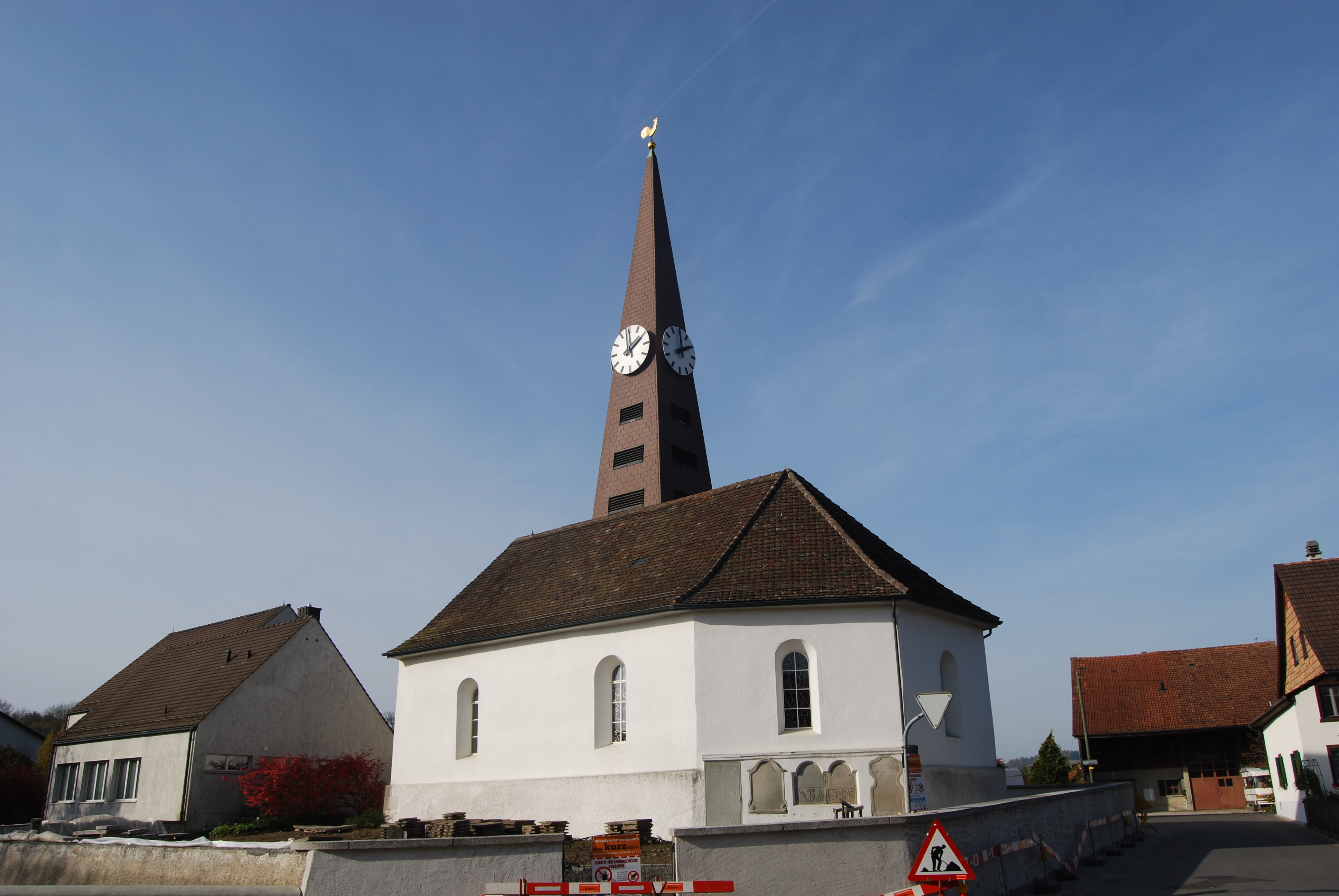
Reformierte Kirche in Rickenbach
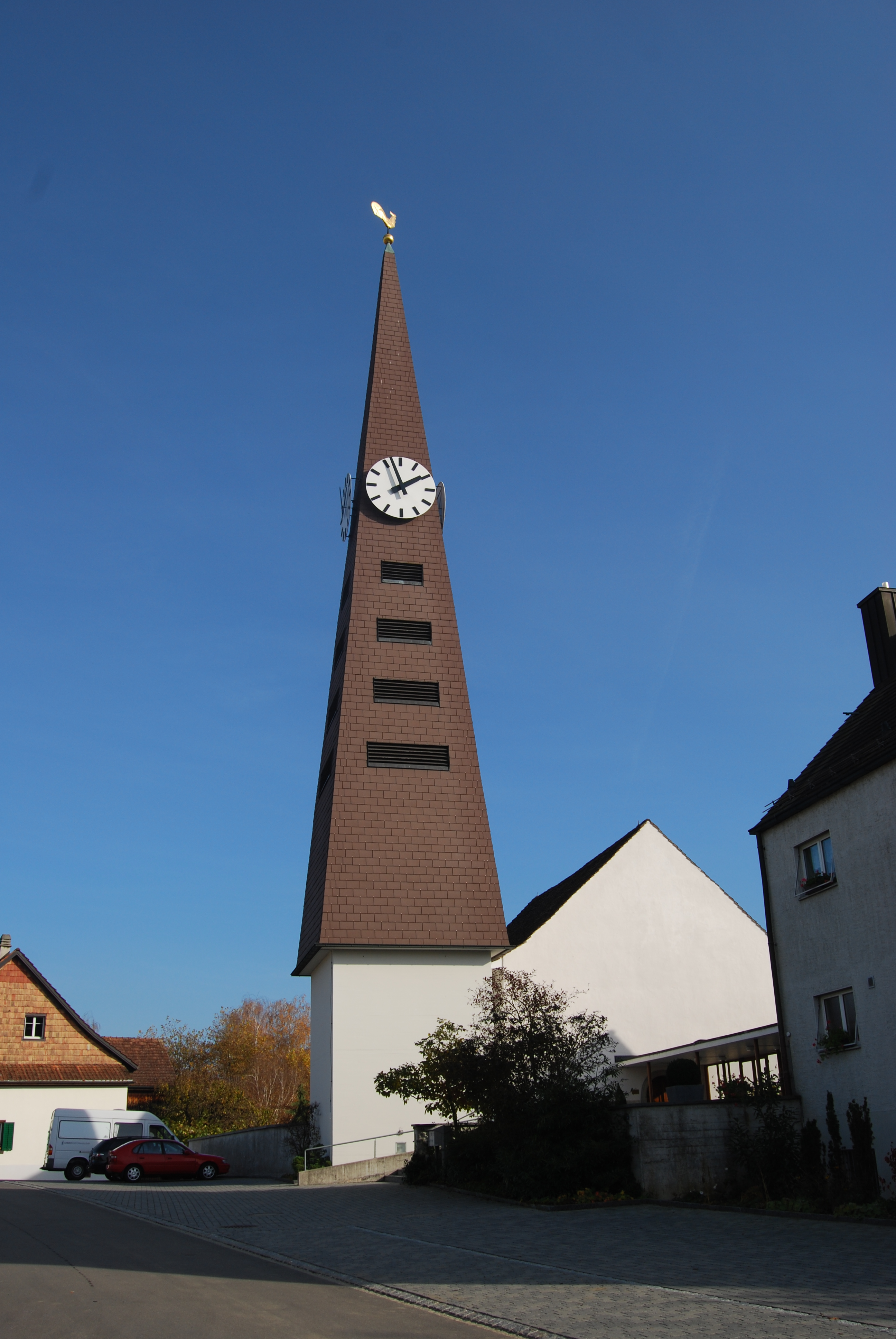
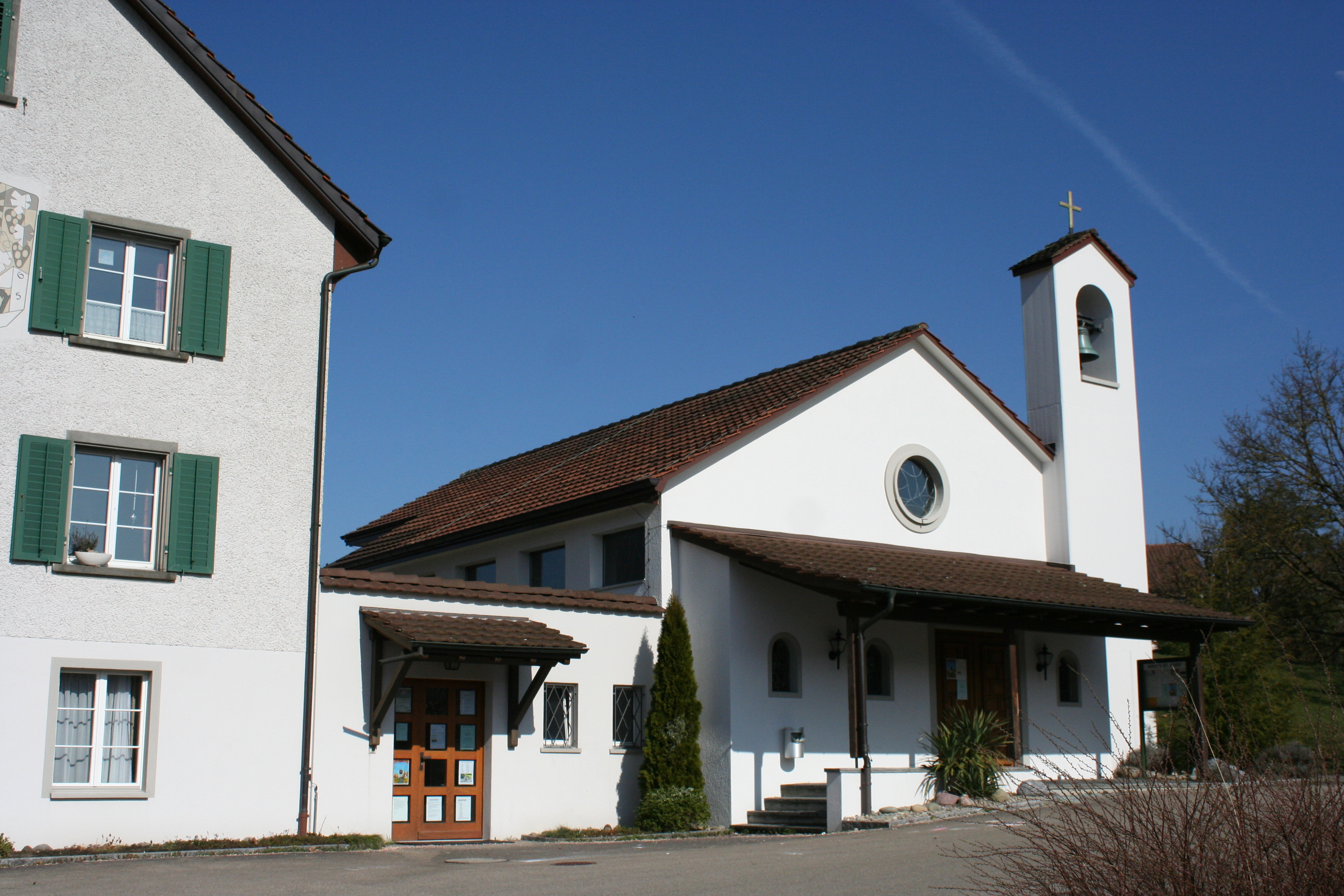
Katholische Kirche St. Josef in Sulz

## Politik
Gemeindepräsident ist Robert Hinnen (parteilos, Stand 2023). In der Gemeinde existieren mit SVP, FDP und glp drei Ortsparteien.
Bei den Nationalratswahlen 2023 betrugen die Wähleranteile in Rickenbach: SVP 40,12 % (+1,76), SP 12,08 % (+2,64), glp 11,16 % (−2,23), FDP 9,71 % (−1,92), Mitte 9,56 % (+3,58), Grüne 7,33 % (−5,31), EVP 4,95 % (−0,85), EDU 1,25 (+0,29).

## Wirtschaft
Von den 1100 Gebäuden in Rickenbach sind 650 Wohnhäuser.

## Verkehr
Im Ortsteil Sulz liegt der Bahnhof Rickenbach-Attikon. Dieser wird bedient von der S 24 Thayngen – Schaffhausen/Weinfelden – Winterthur – Zürich Flughafen – Zürich HB – Thalwil – Horgen Oberdorf – Zug und der S 30 Winterthur – Frauenfeld – Weinfelden der S-Bahn Zürich. Im Nachtnetz am Wochenende verkehrt die SN30 Winterthur – Frauenfeld – Weinfelden – Romanshorn .
Ab Rickenbach-Attikon, Bahnhof verkehrt folgende Postautolinie: 615 Rickenbach-Attikon – Sulz – Rickenbach ZH – Ellikon an der Thur – Altikon.

## Sport
Der Turnverein des Dorfes wurde 1921 gegründet, ausserdem gibt es einen Bouleverein im Dorf. Ein Fussballverein existiert nicht.
Seit 1993 gibt es im Dorf die Volleyballriege (VBR) Rickenbach mit über 120 aktiven Volleyballspielerinnen- und spielern. Rund 10 Mannschaften nehmen an Meisterschaften teil, und im Sommer wird auf zwei Plätzen Beachvolleyball gespielt.
Von 1984 an existierte mit dem UHC Sulz-Rickenbach ein eigener NLA-Unihockeyclub, der jedoch 1996 in einer Fusion im UHC Winterthur United aufging.